# Karlovačko
A Karlovačko é uma cerveja popular na Croácia e na Bósnia e Herzegovina. É o produto principal da cervejaria Cervejaria Karlovačka [en], uma subsidiária da Heineken, localizada na cidade de Karlovac. Tem um teor alcoólico de cerca de 5,4 por cento em volume. Seus fabricantes o descrevem como “amarelo-dourado” na cor e “refrescantemente” amargo no sabor. Ganhou uma medalha de ouro do Brewing Industry International Award de 2005 na categoria de cervejas com 4,5 a 5,5 por cento de álcool. Retratado aqui em uma garrafa marrom, Karlovačko agora é vendido em garrafas verdes (também em latas e embalagens plásticas).
A Heineken adquiriu a Karlovačko em 1º de abril de 2003. Em dezembro de 2014, a  Karlovačko assumiu posteriormente o nome de Heineken Hrvatska d.o.o. A carta de cervejas da Heineken Hrvatska inclui: Karlovačko 0,0% Maxx, Karlovačko Limun Natur Radler, Karlovačko Laganini Natur Radler, Karlovačko Leđero Natur Radler, Karlovačko nepasterizirano Retro, Krušovice, cidra de maçã Stari Lisac e Karlovačko crno.
Também possuem marcas internacionais renomadas, como Heineken, Amstel Premium Pilsener, Edelweiss Snowfresh, Desperados, Affligem e a sidra, Strongbow, além da sidra local Stari Lisac. Em seu portfólio destacam-se ainda as cervejas Laško Zlatorog e Laško Special, disponíveis em três sabores, bem como o refrescante Union Radler de toranja.

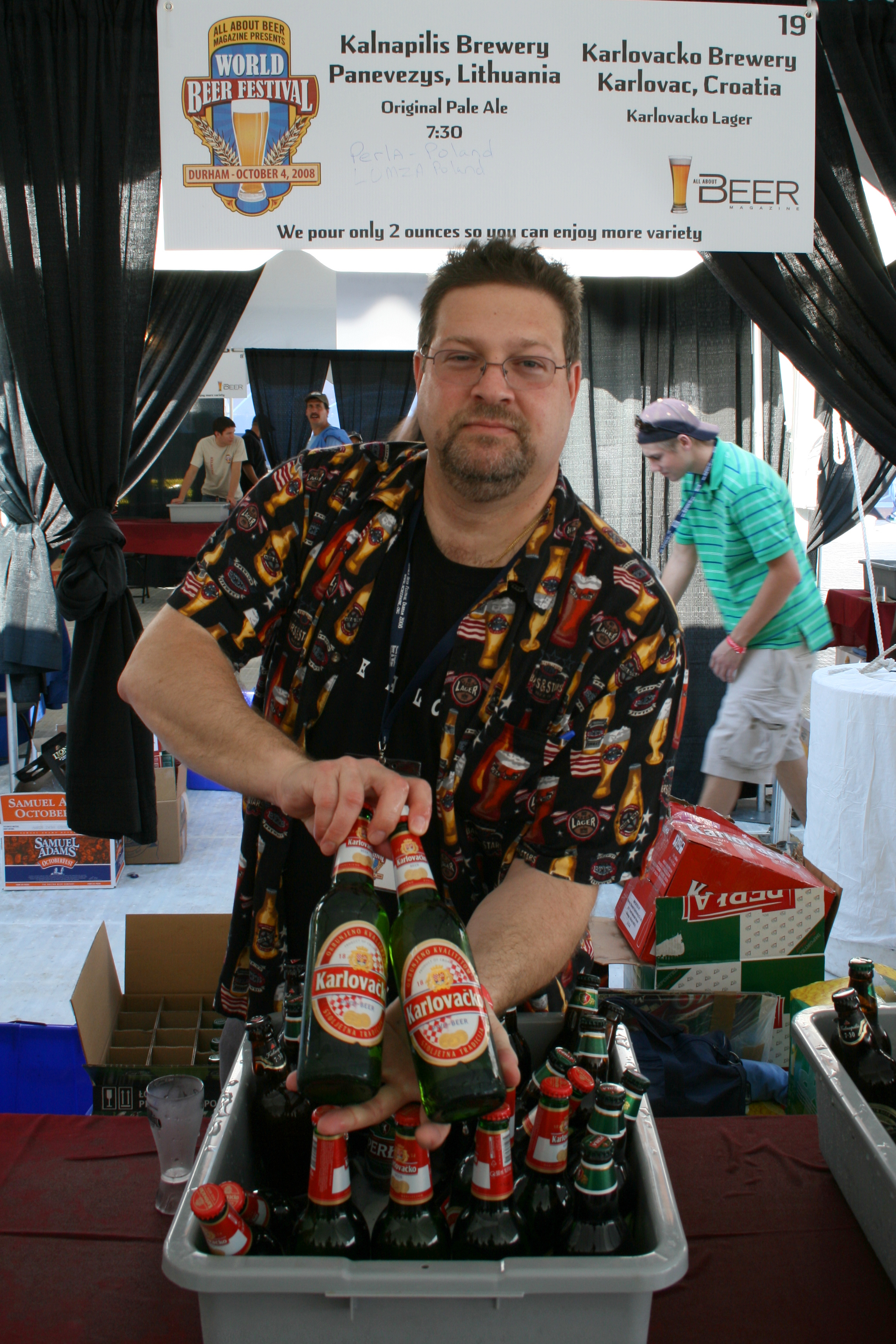
Fred Gilbert, representante de vendas da Ararat Import Export Co., mostra garrafas de cerveja Karlovačko da Croácia no 13º Festival Anual da Cerveja Mundial, realizado no Durham Bulls Athletic Park em Durham, Carolina do Norte, nos Estados Unidos.

Cevada croata para a produção da cerveja Karlovačko
Em julho de 2014, a Heineken Hrvatska lançou uma iniciativa de cevada croata para a produção da cerveja Karlovačko. Com este projeto, a empresa comprometeu-se a utilizar cevada de origem croata, proveniente de campos croatas. Após a assinatura da carta de intenções para a cooperação entre os parceiros do projeto, a primeira cerveja Karlovačko com cevada croata foi lançada no mercado em fevereiro de 2015. Com este projeto, pretendiam assegurar a produção nacional sustentável do ingrediente chave do produto, a fim de influenciar o desenvolvimento e apoiar a economia local.